# Exhibition of the Industry of All Nations

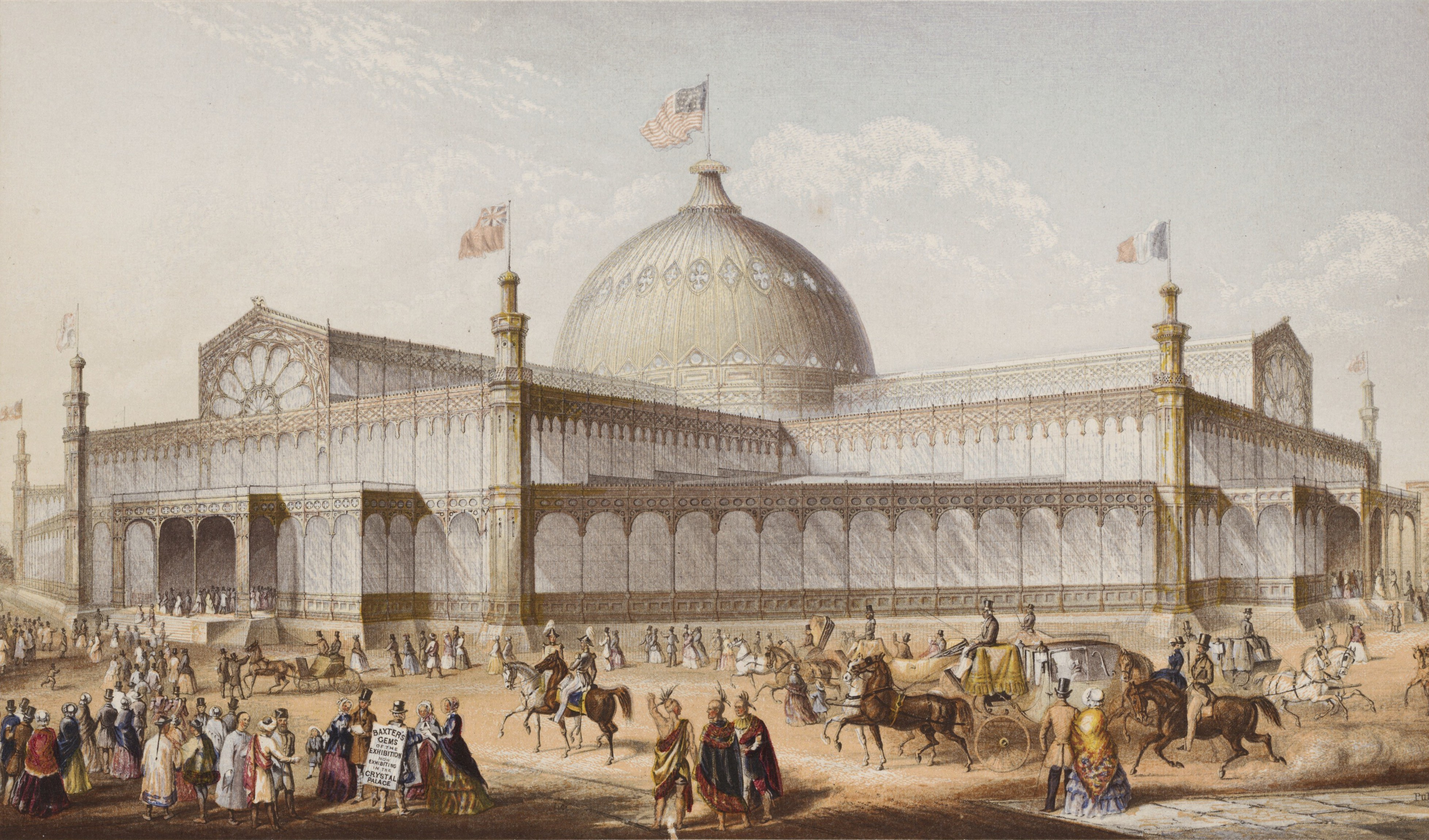
New York Crystal Palace oljemålning av George Baxter, London

Exhibition of the Industry of All Nations var en världsutställning 1853 i New York i USA.

## Attraktioner
En byggnad i järn och glas, New York Crystal Palace, byggdes med inspiration från Londonutställningen 1851. Elisha Otis demonstrerade en hiss med säkerhetsbroms under världsutställningen.